# Destiny Fulfilled
Destiny Fulfilled ist das vierte und letzte Studioalbum der US-amerikanischen Girlgroup Destiny’s Child aus dem Jahr 2004.

## Entstehung und Veröffentlichung
Die Erstveröffentlichung von Destiny Fulfilled erfolgte am 10. November 2004 bei Sony Music in Japan. In Europa erschien es fünf Tage später, in den Vereinigten Staaten sechs Tage später. Das Album erschien in seiner Originalausführung als CD und Download. Die Titelliste variierte dabei. In den Vereinigten Staaten bestand die Standardausgabe aus elf (Katalognummer: CK 92595), in Europa aus zwölf (Katalognummer: 517916 2) und in Japan auf 14 Titeln (Katalognummer: SICP 700). Im Jahr seiner Veröffentlichung erschien auch eine „Wal-Mart“-Edition mit Bonus-CD.
Die Lieder wurden von den drei Destiny’s-Child-Mitglieder Beyoncé Knowles, Kelly Rowland und Michelle Williams geschrieben, zusammen mit wechselnden Koautoren. Die Produktion erfolgte größtenteils durch externe, wechselnden Produzenten. Als einziges Destiny’s-Child-Mitglied war Knowles an drei Produktionen involviert.

## Hintergrund
Nach einer Pause, in der die Gruppenmitglieder Soloalben veröffentlichten – bereits während der Aufnahmen von Survivor hatte Beyoncé diese Pause angekündigt –, kehrten Destiny’s Child mit ihrem nächsten Studioalbum Destiny Fulfilled zurück. Zur Promotion des Albums ging die Gruppe auf die Tour Destiny Fulfilled … and Lovin’ It, während der sie ihre Auflösung bekanntgaben.
Bereits zuvor hatte es unter anderem nach dem Erfolg von Beyoncés Soloalbum Dangerously in Love Gerüchte über die Auflösung der Gruppe gegeben. Während der Produktion von Destiny Fulfilled wurde es immer deutlicher, dass sich nach dem Album die Wege trennen würden. Allerdings, so die Ankündigung durch die Gruppenmitglieder, hätte die Gruppe auch musikalisch noch „etwas anzubieten“.

## Titelliste
1. Lose My Breath (B. Knowles, K. Rowland, M. Williams, R. Jerkins, F. Jerkins, Sean Garrett, L. Daniels, S. Carter) – 4:02
2. Soldier (feat. T.I. & Lil Wayne) (B. Knowles, K. Rowland, M. Williams, R. Harrison, S. Garrett, D. Carter, C. Harris) – 5:26
3. Cater 2 U (B. Knowles, K. Rowland, M. Williams, R. Jerkins, R. Rude, R. Waller) – 4:07
4. T-Shirt (B. Knowles, K. Rowland, M. Williams, A. Harris, V. Davis, S. Garrett, A. Beyincé) – 4:40
5. Is She the Reason (B. Knowles, K. Rowland, M. Williams, P. Douthit, S. Garrett, V. Castarphen, G. McFadden, J. Whitehead) – 4:47
6. Girl (B. Knowles, K. Rowland, M. Williams, P. Douthit, S. Garrett, A. Beyonce, D. Davis, E. Robinson) – 3:44
7. Bad Habit (K. Rowland, B. Cox, K. Dean, S. Knowles) – 3:55
8. If (B. Knowles, K. Rowland, M. Williams, D. Stinson, B. Drawers, L. Mizell, J. Carter, F. Mizell) – 4:16
  - beinhaltet ein Sample zu Natalie Coles Inseparable
9. Free (B. Knowles, K. Rowland, M. Williams, D. Stinson, B. Drawers, L. Mizell, J. Carter, F. Mizell) – 4:52
10. Through With Love (B. Knowles, K. Rowland, M. Williams, M. Winans, S. Garrett) – 3:36
11. Love (B. Knowles, K. Rowland, M. Williams, E. Williams, A. Beyonce) – 4:32

Bonustitel der internationalen Ausgabe
1. Game Over (B. Knowles, K. Rowland, M. Williams, S. Garrett, M. Burton, P. Douthit, P. Terry) – 4:03

Bonustitel der japanischen Ausgabe
1. Got’s My Own (B. Knowles, K. Rowland, M. Williams, P. Allen, A. Beyonce, S. Garrett, J. Moss) – 3:59
2. Why You Actin’ (B. Knowles, K. Rowland, M. Williams, J. Moss, P. Allen, M. Divine) – 4:28

## Singleauskopplungen
| Jahr | Titel          | Höchstplatzierung, Gesamtwochen, AuszeichnungChartplatzierungen (Jahr, Titel, , Platzierungen, Wochen, Auszeichnungen, Anmerkungen) | Höchstplatzierung, Gesamtwochen, AuszeichnungChartplatzierungen (Jahr, Titel, , Platzierungen, Wochen, Auszeichnungen, Anmerkungen) | Höchstplatzierung, Gesamtwochen, AuszeichnungChartplatzierungen (Jahr, Titel, , Platzierungen, Wochen, Auszeichnungen, Anmerkungen) | Höchstplatzierung, Gesamtwochen, AuszeichnungChartplatzierungen (Jahr, Titel, , Platzierungen, Wochen, Auszeichnungen, Anmerkungen) | Höchstplatzierung, Gesamtwochen, AuszeichnungChartplatzierungen (Jahr, Titel, , Platzierungen, Wochen, Auszeichnungen, Anmerkungen) | Höchstplatzierung, Gesamtwochen, AuszeichnungChartplatzierungen (Jahr, Titel, , Platzierungen, Wochen, Auszeichnungen, Anmerkungen) | Anmerkungen                                                                          |
| Jahr | Titel          | DE | AT | CH | UK | US | R&B | Anmerkungen                                                                          |
| ---- | -------------- | --- | --- | --- | --- | --- | --- | ------------------------------------------------------------------------------------ |
| 2004 | Lose My Breath | DE3 Gold · (14 Wo.)DE | AT8 (18 Wo.)AT | CH1 Gold · (24 Wo.)CH | UK2 Platin · (11 Wo.)UK | US3 Gold (Mastertone) + Platin · (23 Wo.)US                                                                                         | R&B10 (20 Wo.)R&B | Erstveröffentlichung: 21. September 2004 Verkäufe: + 3.090.000                       |
| 2004 | Soldier        | DE11 (10 Wo.)DE | AT25 (11 Wo.)AT | CH10 (16 Wo.)CH | UK4 Silber · (7 Wo.)UK | US3 Platin (Mastertone) + Platin · (21 Wo.)US                                                                                       | R&B3 (24 Wo.)R&B | Erstveröffentlichung: 7. Dezember 2004 Verkäufe: + 2.240.000; feat. T.I. & Lil Wayne |
| 2005 | Girl           | DE38 (9 Wo.)DE | AT56 (4 Wo.)AT | CH26 (13 Wo.)CH | UK6 Silber · (12 Wo.)UK | US23 Gold · (19 Wo.)US | R&B10 (21 Wo.)R&B | Erstveröffentlichung: 16. März 2005 Verkäufe: + 735.000                              |
| 2005 | Cater 2 U      | — | — | — | UK— SilberUK | US14 Platin (Mastertone) + Platin · (24 Wo.)US                                                                                      | R&B3 (38 Wo.)R&B | Erstveröffentlichung: 14. Juni 2005 Verkäufe: + 2.200.000                            |

## Preise
Zwar konnten Destiny’s Child für das Album keinen Grammy gewinnen, aber eine Reihe anderer Auszeichnungen, darunter drei World Music Awards, drei Billboard Music Awards und zwei American Music Awards.

## Kommerzieller Erfolg

### Chartplatzierungen
Das Album stieg auf Platz 19 der US-amerikanischen Billboard 200 ein und steigerte sich bie auf Platz zwei. In Deutschland erreichte es Platz drei der Charts, in Großbritannien Platz fünf.
| ChartsChartplatzierungen       | Höchstplatzierung | Wochen |
| ------------------------------ | ----------------- | ------ |
| Deutschland (GfK)              | 3 (22 Wo.)        | 22     |
| Österreich (Ö3)                | 8 (16 Wo.)        | 16     |
| Schweiz (IFPI)                 | 3 (22 Wo.)        | 22     |
| Vereinigte Staaten (Billboard) | 2 (50 Wo.)        | 50     |
| Vereinigtes Königreich (OCC)   | 5 (25 Wo.)        | 25     |

| ChartsJahrescharts (2004)    | Platzierung |
| ---------------------------- | ----------- |
| Schweiz (IFPI)               | 77          |
| Vereinigtes Königreich (OCC) | 36          |

| ChartsJahrescharts (2005)      | Platzierung |
| ------------------------------ | ----------- |
| Deutschland (GfK)              | 86          |
| Schweiz (IFPI)                 | 66          |
| Vereinigte Staaten (Billboard) | 7           |

### Auszeichnungen für Musikverkäufe
Destiny Fulfilled wurde unter anderem durch die Recording Industry Association of America (RIAA) mit Dreifachplatin, für drei Millionen verkaufte Einheiten in den Vereinigten Staaten, ausgezeichnet. 
| Land/Region                  | Auszeichnungen für Musikverkäufe (Land/Region, Auszeichnung, Verkäufe) | Verkäufe  |
| ---------------------------- | ---------------------------------------------------------------------- | --------- |
| Australien (ARIA)            | Platin                                                                 | 70.000    |
| Deutschland (BVMI)           | Platin                                                                 | (200.000) |
| Europa (IFPI)                | Platin                                                                 | 1.000.000 |
| Japan (RIAJ)                 | Platin                                                                 | 250.000   |
| Kanada (MC)                  | Platin                                                                 | 100.000   |
| Neuseeland (RMNZ)            | Platin                                                                 | 15.000    |
| Schweiz (IFPI)               | Gold                                                                   | (20.000)  |
| Spanien (Promusicae)         | Gold                                                                   | (40.000)  |
| Vereinigte Staaten (RIAA)    | 3× Platin                                                              | 3.000.000 |
| Vereinigtes Königreich (BPI) | 2× Platin                                                              | (600.000) |
| Insgesamt                    | 2× Gold · 11× Platin ·                                                 | 4.435.000 |

Hauptartikel: Destiny’s Child/Auszeichnungen für Musikverkäufe